# Dipcadi serotinum

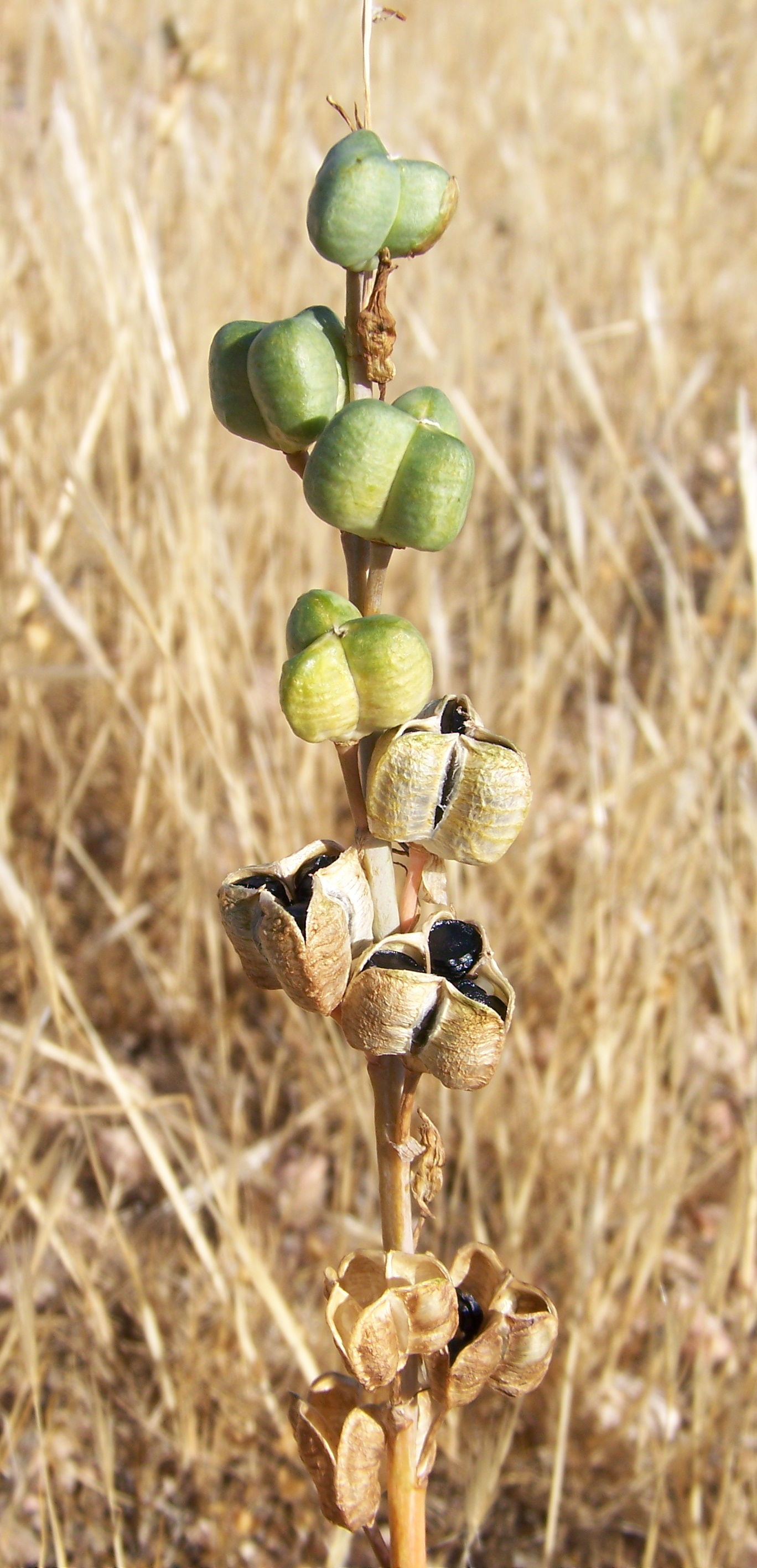
Fruits madurs i immadurs

Dipcadi serotinum és una espècie de planta de la família de les asparagàcies.

## Descripció
És una planta amb bulb perenne, glabra, amb una tija fèrtil sense fulles, que fa de 10-40 cm d'alçada. Les fulles són totes basals, linears i amb una franja blanca central. Inflorescència laxa, en forma de raïm, amb 3-20 flors tubulars, disposades unilateralment i de tèpals de color marronós a rosat. Presenta també bràctees lanceolades i membranoses al vltant de cada flor. Fruits triloculars globosos, dehiscents; nombroses llavors verticalment comprimides, negres.

## Hàbitat
Passadissos rocallosos i sorrencs. Pedregars calcaris des de prop del mar fins a altituds de més de 2.000 msnm.

## Distribució
Es troba al Mediterrani occidental, incloent-hi els Països Catalans, al sud-oest d'Europa, al nord-oest d'Àfrica i a les illes Canàries

## Sinònims
- Hyacinthus serotinus
- Uropetalon bourgaei Nyman
- Uropetalon serotinum (L.) Ker Gawl.
- Uropetalum serotinum